# Кривой Рог-Главный (вокзал)

Вид с перрона

Вокзал станции Кривой Рог-Главный — памятник архитектуры местного значения в Долгинцевском районе города Кривой Рог Днепропетровской области.

## История
Строительство начато в 1884 году вместе со строительством всей станции Долгинцево Екатерининской железной дороги.
Старая 2-этажная часть строилась по проекту 2-го класса узловой станции.
В 1903 и 1905 годах проведены реконструкции, с южной стороны к вокзалу пристроено 1-этажное здание в стиле модерн.
В конце октября 1905 года в одном из служебных помещений вокзала располагалось местное отделение Всероссийского железнодорожного союза — первой профсоюзной организации в Криворожье. Тут же находилась группа депутатов — членов делегатского собрания Екатерининской железной дороги.
7 декабря 1905 года на станции была получена телеграмма из Москвы о начале всероссийской политической забастовки железнодорожников. На следующий день железнодорожники присоединились к забастовке. В посёлке Долгинцево прошла политическая демонстрация с митингом, где был выбран боевой стачечный комитет, разместившийся в помещении вокзала. В состав комитета вошли большевики М. С. Монастырский, И. Я. Кудлай, М. И. Покора, И. В. Верченко, рабочие и служащие Н. Д. Иващенко, М. Г. Ивахненко, Я. А. Индюченко, Г. Ф. Семергеев.
23 мая 1919 года, после освобождения Криворожья от григорьевцев, в помещении вокзала несколько дней размещался штаб группы советских войск под командованием Александра Пархоменко.

## Характеристика
Вокзал железнодорожной станции Кривой Рог-Главный расположен в Долгинцевском районе города Кривой Рог.
Построен в эклектическом стиле. Оформлен на контрасте белых крашеных штукатурных деталей и охристого цвета песчаника, которым украшены основные плоскости фасадов. На боковых глухих фасадах выполнены ленты из песчаника более светлого оттенка.
На здании вокзала, на северо-западном фасаде со стороны платформы, закреплена памятная и охранная доски. С северо-запада территория ограничена путями железной дороги, с юго-востока — привокзальной площадью.